# آلبر تونون
آلبر تونون (فرانسوی: Albert Thévenon‎; ۱۶ سپتامبر ۱۹۰۱ – ۱۰ مهٔ ۱۹۵۹) بازیکن واترپلو اهل فرانسه بود.
وی در مسابقات کشوری و بین‌المللی در مجموع برندهٔ ۱ مدال برنز شده‌است.